# Olearia glandulosa
Olearia glandulosa là một loài thực vật có hoa trong họ Cúc. Loài này được (Labill.) Benth. mô tả khoa học đầu tiên năm 1867.